# Llista de topònims d'Argençola
Llista de topònims (noms propis de lloc) del municipi d'Argençola, a l'Anoia
Informació actualitzada per un bot. Els canvis manuals es perdran quan s'actualitzi!

## cabana
| imatge | Nom                          | Ubicat a  | instància de | Detalls | coordenades                                                         | Protecció | Commons (més fotos) | Dades a WD                    |
| ------ | ---------------------------- | --------- | ------------ | ------- | ------------------------------------------------------------------- | --------- | ------------------- | ----------------------------- |
|        | barraca del Prats            | Argençola | cabana       |         | 41° 37′ 54″ N, 1° 27′ 18″ E / 41.631595971463°N,1.4549334522478°E   |           |                     | Modifica les dades a Wikidata |
|        | barraca dels Plans del Seuva | Argençola | cabana       |         | 41° 38′ 00″ N, 1° 26′ 40″ E / 41.6333549549867°N,1.44444662821875°E |           |                     | Modifica les dades a Wikidata |
|        | cabana del Pla de Cameta     | Argençola | cabana       |         | 41° 35′ 39″ N, 1° 27′ 52″ E / 41.5942551958352°N,1.46447523510187°E |           |                     | Modifica les dades a Wikidata |
|        | el Corral                    | Argençola | cabana       |         | 41° 37′ 06″ N, 1° 28′ 35″ E / 41.6182894308842°N,1.4762679673028°E  |           |                     | Modifica les dades a Wikidata |
|        | l'Hort del Figueretes        | Argençola | cabana       |         | 41° 33′ 17″ N, 1° 26′ 26″ E / 41.5546703193119°N,1.44043553731212°E |           |                     | Modifica les dades a Wikidata |
|        | l'Hort del Pont              | Argençola | cabana       |         | 41° 33′ 28″ N, 1° 26′ 50″ E / 41.5577351147868°N,1.44726895210827°E |           |                     | Modifica les dades a Wikidata |
|        | l'Hort del Requesens         | Argençola | cabana       |         | 41° 33′ 33″ N, 1° 26′ 29″ E / 41.5592417990344°N,1.44146483017312°E |           |                     | Modifica les dades a Wikidata |
|        | pallissa del Jaume           | Argençola | cabana       |         | 41° 34′ 06″ N, 1° 27′ 25″ E / 41.5684406683049°N,1.45702715332838°E |           |                     | Modifica les dades a Wikidata |

## castell
| imatge | Nom                 | Ubicat a  | instància de | Detalls                      | coordenades | Protecció                                            | Commons (més fotos)             | Dades a WD                    |
| ------ | ------------------- | --------- | ------------ | ---------------------------- | --- | ---------------------------------------------------- | ------------------------------- | ----------------------------- |
|        | Castell de Clariana | Argençola | castell      |                              | 41° 35′ 11″ N, 1° 30′ 02″ E / 41.5864°N,1.50056°E ca:Clariana                                                          | bé d'interès cultural bé cultural d'interès nacional | Castell de Clariana (Argençola) | Modifica les dades a Wikidata |
|        | Castell de Rocamora | Argençola | castell      | Estil: arquitectura romànica | 41° 35′ 26″ N, 1° 25′ 28″ E / 41.59056°N,1.42441°E                                                                     | bé integrant del patrimoni cultural català           |                                 | Modifica les dades a Wikidata |
|        | Castell dels Moros  | Argençola | castell      |                              | 41° 35′ 17″ N, 1° 28′ 23″ E / 41.58818186856°N,1.47306518743364°E                                                      |                                                      |                                 | Modifica les dades a Wikidata |
|        | castell d'Argençola | Argençola | castell      |                              | 41° 35′ 53″ N, 1° 26′ 34″ E / 41.59805556°N,1.44277778°E ca:Argençola, dalt del turó, al costat de l'església 768 msnm | bé d'interès cultural bé cultural d'interès nacional | Castell d'Argençola             | Modifica les dades a Wikidata |

## creu de terme
| imatge | Nom                         | Ubicat a  | instància de  | Detalls                                  | coordenades | Protecció                                  | Commons (més fotos)       | Dades a WD                    |
| ------ | --------------------------- | --------- | ------------- | ---------------------------------------- | --- | ------------------------------------------ | ------------------------- | ----------------------------- |
|        | creu de terme d'Argençola   | Argençola | creu de terme | 14th century                             | 41° 35′ 49″ N, 1° 26′ 29″ E / 41.59694444°N,1.44138889°E ca:Cruïlla entre la BV-2231 i l'entrada al nucli d'Argençola | bé integrant del patrimoni cultural català | Creu de terme (Argençola) | Modifica les dades a Wikidata |
|        | creu de terme de la Creueta | Argençola | creu de terme | Estil: arquitectura popular 19th century | 41° 36′ 00″ N, 1° 27′ 57″ E / 41.60006°N,1.46575°E ca:Carretera d'Argençola a Clariana                                | bé integrant del patrimoni cultural català |                           | Modifica les dades a Wikidata |
|        | creu del Borràs             | Argençola | creu de terme |                                          | 41° 33′ 01″ N, 1° 26′ 05″ E / 41.5501795060864°N,1.43474028803664°E                                                   |                                            |                           | Modifica les dades a Wikidata |

## curs d'aigua
| imatge | Nom               | Ubicat a                                | instància de | Detalls                                        | coordenades                                                                                               | Protecció | Commons (més fotos) | Dades a WD                    |
| ------ | ----------------- | --------------------------------------- | ------------ | ---------------------------------------------- | --- | --------- | ------------------- | ----------------------------- |
|        | Anoia             | Anoia Baix Llobregat Alt Penedès        | curs d'aigua | Desemboca: Llobregat Llarg: 64km Conca: 929km² | 41° 28′ 43″ N, 1° 56′ 06″ E / 41.4785217°N,1.9351196°E                                                    |           | Anoia River         | Modifica les dades a Wikidata |
|        | riera de Clariana | Santa Coloma de Queralt Argençola Jorba | curs d'aigua | Desemboca: Anoia                               | 41° 33′ 37″ N, 1° 24′ 03″ E / 41.560313°N,1.400782°E 41° 35′ 45″ N, 1° 32′ 36″ E / 41.595934°N,1.543274°E |           | Riera de Clariana   | Modifica les dades a Wikidata |

## entitat singular de població
| imatge | Nom                      | Ubicat a  | instància de                                   | Detalls | coordenades                                                                        | Protecció | Commons (més fotos)  | Dades a WD                    |
| ------ | ------------------------ | --------- | ---------------------------------------------- | ------- | ---------------------------------------------------------------------------------- | --------- | -------------------- | ----------------------------- |
|        | Argençola                | Argençola | entitat singular de població capital municipal | 92 hab  | 41° 35′ 53″ N, 1° 26′ 42″ E / 41.598°N,1.44511°E                                   |           |                      | Modifica les dades a Wikidata |
|        | Carbasí                  | Argençola | entitat singular de població                   | 18 hab  | 41° 36′ 41″ N, 1° 26′ 01″ E / 41.61130278°N,1.43366472°E 750 msnm                  |           | Carbasí              | Modifica les dades a Wikidata |
|        | Clariana                 | Argençola | entitat singular de població                   | 40 hab  | 41° 35′ 27″ N, 1° 29′ 53″ E / 41.5907°N,1.49808611°E ca:Carretera BV-2212 467 msnm |           | Clariana (Argençola) | Modifica les dades a Wikidata |
|        | Contrast                 | Argençola | entitat singular de població                   | 14 hab  | 41° 34′ 52″ N, 1° 26′ 02″ E / 41.58116667°N,1.4338°E 638 msnm                      |           | Contrast (Argençola) | Modifica les dades a Wikidata |
|        | Porquerisses i Albarells | Argençola | entitat singular de població                   | 62 hab  | 41° 37′ 30″ N, 1° 27′ 33″ E / 41.62506859°N,1.45906146°E 536 msnm                  |           |                      | Modifica les dades a Wikidata |
|        | Rocamora                 | Argençola | entitat singular de població                   | 9 hab   | 41° 35′ 38″ N, 1° 25′ 16″ E / 41.593936°N,1.420999°E 662 msnm                      |           | Rocamora (Argençola) | Modifica les dades a Wikidata |
|        | els Plans de Ferran      | Argençola | entitat singular de població                   | 6 hab   | 41° 34′ 17″ N, 1° 27′ 21″ E / 41.571405398437°N,1.45579316774063°E 709 msnm        |           |                      | Modifica les dades a Wikidata |

## església
| imatge | Nom                                   | Ubicat a          | instància de     | Detalls                                                                                     | coordenades                                                                              | Protecció                                  | Commons (més fotos)                               | Dades a WD                    |
| ------ | ------------------------------------- | ----------------- | ---------------- | ------------------------------------------------------------------------------------------- | ---------------------------------------------------------------------------------------- | ------------------------------------------ | ------------------------------------------------- | ----------------------------- |
|        | Mare de Déu de la Mercè               | Argençola         | església capella | Estat: ruïnós                                                                               | 41° 34′ 17″ N, 1° 27′ 29″ E / 41.5712903048288°N,1.45795483393456°E ca:Plans de Ferran   |                                            |                                                   | Modifica les dades a Wikidata |
|        | Mare de Déu del Camí                  | Argençola Veciana | església         | Estil: arquitectura romànica 13rd century                                                   | 41° 37′ 43″ N, 1° 28′ 25″ E / 41.628541°N,1.473551°E ca:Santa Maria del Cami. Argençola. | bé integrant del patrimoni cultural català | Mare de Déu del Camí (Veciana)                    | Modifica les dades a Wikidata |
|        | Sant Bartomeu de Carbasí              | Argençola         | església         | Estil: arquitectura romànica                                                                | 41° 36′ 37″ N, 1° 25′ 50″ E / 41.61017°N,1.4306°E ca:Carbasí                             | bé integrant del patrimoni cultural català | Sant Bartomeu de Carbasí                          | Modifica les dades a Wikidata |
|        | Sant Genís de Porquerisses            | Argençola         | església         | Estil: arquitectura gòtica 16th century                                                     | 41° 37′ 30″ N, 1° 27′ 32″ E / 41.62508°N,1.45876°E ca:Porquerisses                       | bé integrant del patrimoni cultural català |                                                   | Modifica les dades a Wikidata |
|        | Sant Jaume de Rocamora                | Argençola         | església         | Estil: arquitectura popular 19th century                                                    | 41° 35′ 37″ N, 1° 25′ 09″ E / 41.59367°N,1.41903°E ca:Camí d'Argençola a Rocamora        | bé integrant del patrimoni cultural català | Capella de Sant Jaume (Rocamora d'Argençola)      | Modifica les dades a Wikidata |
|        | Sant Llorenç d'Argençola              | Argençola         | església         | Estil: arquitectura neoclàssica 1891                                                        | 41° 35′ 52″ N, 1° 26′ 35″ E / 41.59778°N,1.44311°E ca:Argençola                          | bé integrant del patrimoni cultural català | Església de Sant Llorenç (Argençola)              | Modifica les dades a Wikidata |
|        | Sant Martí d'Albarells                | Argençola         | església         | Estil: arquitectura romànica arquitectura del Renaixement arquitectura barroca 11st century | 41° 37′ 18″ N, 1° 28′ 39″ E / 41.62169°N,1.47746°E ca:Albarells 597 msnm                 | bé integrant del patrimoni cultural català | Sant Martí d'Albarells                            | Modifica les dades a Wikidata |
|        | Sant Maur de Contrast                 | Argençola         | església         | Estil: arquitectura romànica                                                                | 41° 34′ 52″ N, 1° 25′ 59″ E / 41.58119°N,1.43299°E ca:Contrast                           | bé integrant del patrimoni cultural català | Església de Sant Maur (Contrast)                  | Modifica les dades a Wikidata |
|        | Sant Pere de la Goda                  | Argençola         | església         | Estil: arquitectura romànica 12nd century                                                   | 41° 33′ 44″ N, 1° 27′ 04″ E / 41.56234°N,1.45113°E ca:La Goda 681 msnm                   | bé integrant del patrimoni cultural català | Sant Pere de la Goda                              | Modifica les dades a Wikidata |
|        | Sant Salvador de Clariana             | Argençola         | església capella | Estat: ruïnós                                                                               | 41° 34′ 55″ N, 1° 28′ 16″ E / 41.5818885460085°N,1.47122214883558°E ca:Clariana          |                                            |                                                   | Modifica les dades a Wikidata |
|        | Santa Maria de Clariana               | Argençola         | església         | Estil: arquitectura gòtica 17th century                                                     | 41° 35′ 28″ N, 1° 29′ 53″ E / 41.591°N,1.49804°E ca:Clariana                             | bé integrant del patrimoni cultural català | Església de Santa Maria de Clariana, Anoia        | Modifica les dades a Wikidata |
|        | església nova de Santa Maria del Camí | Argençola         | església         | Estil: historicisme arquitectònic 1919                                                      | 41° 37′ 41″ N, 1° 28′ 26″ E / 41.62818°N,1.47393°E ca:Santa Maria del Camí, ctra N-II a  | bé integrant del patrimoni cultural català | Església nova de Santa Maria del Camí (Argençola) | Modifica les dades a Wikidata |

## font
| imatge | Nom                | Ubicat a  | instància de | Detalls | coordenades                                                         | Protecció | Commons (més fotos) | Dades a WD                    |
| ------ | ------------------ | --------- | ------------ | ------- | ------------------------------------------------------------------- | --------- | ------------------- | ----------------------------- |
|        | font de la Fam     | Argençola | font         |         | 41° 34′ 19″ N, 1° 27′ 51″ E / 41.571985250319°N,1.46411529377456°E  |           |                     | Modifica les dades a Wikidata |
|        | font del Boig      | Argençola | font         |         | 41° 37′ 36″ N, 1° 27′ 05″ E / 41.626792643741°N,1.4514945053841°E   |           |                     | Modifica les dades a Wikidata |
|        | font del Freixe    | Argençola | font         |         | 41° 35′ 23″ N, 1° 26′ 21″ E / 41.589698257614°N,1.4391844503159°E   |           |                     | Modifica les dades a Wikidata |
|        | font del Requesens | Argençola | font         |         | 41° 33′ 29″ N, 1° 26′ 21″ E / 41.5580312089807°N,1.43920353341652°E |           |                     | Modifica les dades a Wikidata |
|        | font dels Bassals  | Argençola | font         |         | 41° 34′ 33″ N, 1° 28′ 27″ E / 41.5759464537087°N,1.47412113538012°E |           |                     | Modifica les dades a Wikidata |

## granja
| imatge | Nom                    | Ubicat a  | instància de | Detalls | coordenades                                                                  | Protecció | Commons (més fotos) | Dades a WD                    |
| ------ | ---------------------- | --------- | ------------ | ------- | ---------------------------------------------------------------------------- | --------- | ------------------- | ----------------------------- |
|        | Granges del Gallinaire | Argençola | granja       |         | 41° 34′ 45″ N, 1° 25′ 59″ E / 41.5791399431097°N,1.43298543304674°E          |           |                     | Modifica les dades a Wikidata |
|        | Granja Fontanelles     | Argençola | granja       |         | 41° 35′ 48″ N, 1° 26′ 25″ E / 41.5966051053814°N,1.44032611212913°E 724 msnm |           | Granja Fontanelles  | Modifica les dades a Wikidata |

## masia
| imatge | Nom                       | Ubicat a  | instància de | Detalls                     | coordenades                                                                                                 | Protecció                                  | Commons (més fotos)   | Dades a WD                    |
| ------ | ------------------------- | --------- | ------------ | --------------------------- | --- | ------------------------------------------ | --------------------- | ----------------------------- |
|        | Ca l'Alzina               | Argençola | masia        |                             | 41° 33′ 38″ N, 1° 27′ 13″ E / 41.5606848540692°N,1.45361407953206°E                                         |                                            |                       | Modifica les dades a Wikidata |
|        | Ca l'Esteve de Baix       | Argençola | masia        | 19th century                | 41° 34′ 47″ N, 1° 24′ 09″ E / 41.57965°N,1.40247°E ca:Rocamora                                              |                                            |                       | Modifica les dades a Wikidata |
|        | Ca l'Ignasi               | Argençola | masia        | 18th century                | 41° 35′ 32″ N, 1° 26′ 36″ E / 41.5921857021172°N,1.44320403405037°E ca:Argençola                            |                                            |                       | Modifica les dades a Wikidata |
|        | Ca la Jerònima            | Argençola | masia        |                             | 41° 35′ 33″ N, 1° 26′ 34″ E / 41.5925313333411°N,1.44278779728493°E                                         |                                            |                       | Modifica les dades a Wikidata |
|        | Ca la Joana               | Argençola | masia        |                             | 41° 35′ 59″ N, 1° 24′ 44″ E / 41.5996257668963°N,1.41228310605882°E                                         |                                            |                       | Modifica les dades a Wikidata |
|        | Cal Barbes                | Argençola | masia        |                             | 41° 35′ 34″ N, 1° 29′ 53″ E / 41.592797329605°N,1.49797228691964°E                                          |                                            |                       | Modifica les dades a Wikidata |
|        | Cal Biosca de la Nou      | Argençola | masia        |                             | 41° 34′ 44″ N, 1° 30′ 22″ E / 41.5789150287252°N,1.50606712742652°E ca:Clariana                             |                                            |                       | Modifica les dades a Wikidata |
|        | Cal Borràs                | Argençola | masia        |                             | 41° 36′ 28″ N, 1° 25′ 53″ E / 41.6078595358115°N,1.43141445348611°E                                         |                                            |                       | Modifica les dades a Wikidata |
|        | Cal Calderó               | Argençola | masia        |                             | 41° 36′ 40″ N, 1° 26′ 47″ E / 41.6110903289667°N,1.44646992265428°E                                         |                                            |                       | Modifica les dades a Wikidata |
|        | Cal Casanova              | Argençola | masia        | 18th century                | 41° 35′ 08″ N, 1° 28′ 32″ E / 41.5854232240273°N,1.47558951273674°E ca:Camí de Cal Casanova                 |                                            |                       | Modifica les dades a Wikidata |
|        | Cal Caseta de l'Obaga     | Argençola | masia        |                             | 41° 35′ 07″ N, 1° 27′ 28″ E / 41.585277152409°N,1.45788593454323°E                                          |                                            |                       | Modifica les dades a Wikidata |
|        | Cal Comtet Xic            | Argençola | masia        |                             | 41° 37′ 01″ N, 1° 29′ 10″ E / 41.6169323501335°N,1.48603394493901°E                                         |                                            |                       | Modifica les dades a Wikidata |
|        | Cal Felip                 | Argençola | masia        |                             | 41° 35′ 31″ N, 1° 30′ 54″ E / 41.5920550161248°N,1.51501452561183°E                                         |                                            |                       | Modifica les dades a Wikidata |
|        | Cal Ferran                | Argençola | masia        | 18th century                | 41° 34′ 29″ N, 1° 27′ 30″ E / 41.5747919255456°N,1.4584712667764°E ca:Plans de Ferran                       |                                            |                       | Modifica les dades a Wikidata |
|        | Cal Flanxo                | Argençola | masia        |                             | 41° 35′ 29″ N, 1° 30′ 04″ E / 41.5913777899388°N,1.50100464445224°E                                         |                                            |                       | Modifica les dades a Wikidata |
|        | Cal Foc Encès             | Argençola | masia        | 17th century                | 41° 37′ 11″ N, 1° 27′ 06″ E / 41.619589541734°N,1.4516668739933°E ca:Carretera N-II km 536. Argençola       |                                            |                       | Modifica les dades a Wikidata |
|        | Cal Fèlix                 | Argençola | masia        |                             | 41° 35′ 20″ N, 1° 27′ 54″ E / 41.5889657687904°N,1.46497252425614°E                                         |                                            |                       | Modifica les dades a Wikidata |
|        | Cal Galindaines           | Argençola | masia        |                             | 41° 37′ 52″ N, 1° 28′ 03″ E / 41.6309815029515°N,1.46756548361057°E                                         |                                            |                       | Modifica les dades a Wikidata |
|        | Cal Galí                  | Argençola | masia        |                             | 41° 36′ 31″ N, 1° 28′ 03″ E / 41.608671782066°N,1.46758963097706°E                                          |                                            |                       | Modifica les dades a Wikidata |
|        | Cal Golfes                | Argençola | masia        |                             | 41° 37′ 17″ N, 1° 28′ 28″ E / 41.6213177747194°N,1.47438416408097°E                                         |                                            |                       | Modifica les dades a Wikidata |
|        | Cal Gomar                 | Argençola | masia        |                             | 41° 34′ 35″ N, 1° 26′ 40″ E / 41.576257437384°N,1.4443060969541°E ca:Plans de Ferran                        |                                            |                       | Modifica les dades a Wikidata |
|        | Cal Gotzo                 | Argençola | masia        |                             | 41° 34′ 48″ N, 1° 28′ 25″ E / 41.5800120221974°N,1.47370153333434°E                                         |                                            |                       | Modifica les dades a Wikidata |
|        | Cal Gotzo de Baix         | Argençola | masia        |                             | 41° 34′ 50″ N, 1° 28′ 33″ E / 41.5806344582843°N,1.47581012481241°E ca:Plans de Ferran                      |                                            |                       | Modifica les dades a Wikidata |
|        | Cal Gotzo de Dalt         | Argençola | masia        |                             | 41° 34′ 38″ N, 1° 27′ 49″ E / 41.5772282268947°N,1.46351125215077°E ca:Plans de Ferran                      |                                            |                       | Modifica les dades a Wikidata |
|        | Cal Jan                   | Argençola | masia        |                             | 41° 34′ 06″ N, 1° 27′ 33″ E / 41.5682995016416°N,1.45926129889497°E                                         |                                            |                       | Modifica les dades a Wikidata |
|        | Cal Jaume                 | Argençola | masia        |                             | 41° 34′ 04″ N, 1° 27′ 27″ E / 41.5678436704185°N,1.45750910322412°E                                         |                                            |                       | Modifica les dades a Wikidata |
|        | Cal Jerònim               | Argençola | masia        |                             | 41° 35′ 32″ N, 1° 26′ 24″ E / 41.5921601300918°N,1.43998921658895°E                                         |                                            |                       | Modifica les dades a Wikidata |
|        | Cal Joan                  | Argençola | masia        |                             | 41° 34′ 29″ N, 1° 27′ 17″ E / 41.5746431350124°N,1.4547684596546°E                                          |                                            |                       | Modifica les dades a Wikidata |
|        | Cal Llorenç               | Argençola | masia        |                             | 41° 33′ 30″ N, 1° 27′ 34″ E / 41.5582409670973°N,1.45942832389541°E ca:La Goda                              |                                            |                       | Modifica les dades a Wikidata |
|        | Cal Magines               | Argençola | masia        |                             | 41° 35′ 30″ N, 1° 30′ 05″ E / 41.5915826074139°N,1.50151581112203°E                                         |                                            |                       | Modifica les dades a Wikidata |
|        | Cal Magre                 | Argençola | masia        |                             | 41° 35′ 15″ N, 1° 28′ 39″ E / 41.5876380888191°N,1.47756490559369°E ca:Clariana                             |                                            |                       | Modifica les dades a Wikidata |
|        | Cal Manaco                | Argençola | masia        |                             | 41° 35′ 39″ N, 1° 25′ 09″ E / 41.5942441737254°N,1.4191460435837°E ca:Rocamora                              |                                            |                       | Modifica les dades a Wikidata |
|        | Cal Mandri                | Argençola | masia        |                             | 41° 35′ 08″ N, 1° 31′ 08″ E / 41.5854481963856°N,1.51883693689936°E ca:Clariana                             |                                            |                       | Modifica les dades a Wikidata |
|        | Cal Manel                 | Argençola | masia        |                             | 41° 36′ 49″ N, 1° 25′ 10″ E / 41.613746275438°N,1.4194018942915°E 722 msnm                                  |                                            |                       | Modifica les dades a Wikidata |
|        | Cal Manuel                | Argençola | masia        |                             | 41° 35′ 37″ N, 1° 30′ 16″ E / 41.5936305386484°N,1.50453997491337°E 435 msnm                                |                                            |                       | Modifica les dades a Wikidata |
|        | Cal Marcó                 | Argençola | masia        |                             | 41° 36′ 27″ N, 1° 25′ 06″ E / 41.6073633825959°N,1.41821371693608°E                                         |                                            |                       | Modifica les dades a Wikidata |
|        | Cal Mariano               | Argençola | masia        |                             | 41° 34′ 12″ N, 1° 27′ 18″ E / 41.5700004248925°N,1.45513099426281°E                                         |                                            |                       | Modifica les dades a Wikidata |
|        | Cal Mensa                 | Argençola | masia        |                             | 41° 34′ 59″ N, 1° 25′ 28″ E / 41.5831766709531°N,1.42453845796919°E                                         |                                            |                       | Modifica les dades a Wikidata |
|        | Cal Pau Llarg             | Argençola | masia        |                             | 41° 34′ 51″ N, 1° 30′ 06″ E / 41.5808835473101°N,1.50160728249404°E                                         |                                            |                       | Modifica les dades a Wikidata |
|        | Cal Pere                  | Argençola | masia        |                             | 41° 33′ 37″ N, 1° 27′ 24″ E / 41.5602119211°N,1.4566829279798°E ca:La Goda                                  |                                            |                       | Modifica les dades a Wikidata |
|        | Cal Porcater              | Argençola | masia        |                             | 41° 35′ 14″ N, 1° 29′ 25″ E / 41.587203742334°N,1.49038789813743°E                                          |                                            |                       | Modifica les dades a Wikidata |
|        | Cal Prim                  | Argençola | masia        | 16th century                | 41° 35′ 15″ N, 1° 28′ 30″ E / 41.5875666186907°N,1.47489124217429°E ca:Clariana                             |                                            |                       | Modifica les dades a Wikidata |
|        | Cal Pujó                  | Argençola | masia        |                             | 41° 35′ 34″ N, 1° 25′ 10″ E / 41.5928875580321°N,1.41939511578488°E ca:Rocamora                             |                                            |                       | Modifica les dades a Wikidata |
|        | Cal Quico                 | Argençola | masia        | 19th century                | 41° 34′ 49″ N, 1° 27′ 29″ E / 41.5802890666892°N,1.45801663131567°E ca:Plans de Ferran                      |                                            |                       | Modifica les dades a Wikidata |
|        | Cal Quildo                | Argençola | masia        |                             | 41° 33′ 30″ N, 1° 27′ 25″ E / 41.5583249008271°N,1.45695605499658°E ca:La Goda                              |                                            |                       | Modifica les dades a Wikidata |
|        | Cal Rabasser              | Argençola | masia        |                             | 41° 36′ 13″ N, 1° 26′ 56″ E / 41.6036021483211°N,1.44888159131856°E                                         |                                            |                       | Modifica les dades a Wikidata |
|        | Cal Ramonet               | Argençola | masia        |                             | 41° 34′ 31″ N, 1° 26′ 41″ E / 41.5752105868866°N,1.44475131331267°E                                         |                                            |                       | Modifica les dades a Wikidata |
|        | Cal Riba                  | Argençola | masia        |                             | 41° 35′ 06″ N, 1° 30′ 12″ E / 41.5848772281123°N,1.50326643372495°E                                         |                                            |                       | Modifica les dades a Wikidata |
|        | Cal Rosor                 | Argençola | masia        |                             | 41° 37′ 47″ N, 1° 28′ 01″ E / 41.6297844895032°N,1.4669575798598°E                                          |                                            |                       | Modifica les dades a Wikidata |
|        | Cal Sebastià              | Argençola | masia        |                             | 41° 35′ 56″ N, 1° 27′ 05″ E / 41.5989784642089°N,1.4513201712733°E                                          |                                            |                       | Modifica les dades a Wikidata |
|        | Cal Soler                 | Argençola | masia        |                             | 41° 35′ 08″ N, 1° 24′ 20″ E / 41.585635860442°N,1.4056919953683°E                                           |                                            |                       | Modifica les dades a Wikidata |
|        | Cal Solé                  | Argençola | masia        | Estil: arquitectura gòtica  | 41° 35′ 31″ N, 1° 30′ 04″ E / 41.59195°N,1.50104°E ca:Clariana                                              | bé integrant del patrimoni cultural català |                       | Modifica les dades a Wikidata |
|        | Cal Solé Marlota          | Argençola | masia        | Estil: arquitectura popular | 41° 35′ 08″ N, 1° 30′ 48″ E / 41.585468°N,1.513386°E ca:Clariana                                            | bé integrant del patrimoni cultural català |                       | Modifica les dades a Wikidata |
|        | Cal Teuler                | Argençola | masia        |                             | 41° 33′ 41″ N, 1° 27′ 04″ E / 41.5613185547329°N,1.45117654882327°E ca:La Goda                              |                                            |                       | Modifica les dades a Wikidata |
|        | Cal Tolosa                | Argençola | masia        |                             | 41° 36′ 32″ N, 1° 25′ 05″ E / 41.608909732233°N,1.41800792217577°E ca:Carretera BV-2234 km 2. Carbasí.      |                                            |                       | Modifica les dades a Wikidata |
|        | Cal Torelló               | Argençola | masia        |                             | 41° 35′ 05″ N, 1° 30′ 07″ E / 41.5848322491795°N,1.50188786782647°E                                         |                                            |                       | Modifica les dades a Wikidata |
|        | Cal Torrents              | Argençola | masia        |                             | 41° 35′ 35″ N, 1° 25′ 05″ E / 41.5930658424929°N,1.41795100155572°E ca:Rocamora                             |                                            |                       | Modifica les dades a Wikidata |
|        | Cal Tòfol                 | Argençola | masia        |                             | 41° 35′ 11″ N, 1° 30′ 40″ E / 41.58650556°N,1.51124167°E 519.5 msnm                                         |                                            | Cal Tòfol (Argençola) | Modifica les dades a Wikidata |
|        | Can Fiol                  | Argençola | masia        |                             | 41° 35′ 13″ N, 1° 29′ 44″ E / 41.586867891855°N,1.49568637152146°E ca:Clariana                              |                                            |                       | Modifica les dades a Wikidata |
|        | Can Jepet                 | Argençola | masia        |                             | 41° 36′ 04″ N, 1° 27′ 35″ E / 41.6010718572178°N,1.45964578992317°E                                         |                                            |                       | Modifica les dades a Wikidata |
|        | Can Joan Jepet            | Argençola | masia        |                             | 41° 36′ 33″ N, 1° 28′ 06″ E / 41.6091409036207°N,1.46832259181548°E                                         |                                            |                       | Modifica les dades a Wikidata |
|        | Can Macari                | Argençola | masia        |                             | 41° 35′ 51″ N, 1° 27′ 11″ E / 41.5973726442049°N,1.45313439986777°E                                         |                                            |                       | Modifica les dades a Wikidata |
|        | Can Sebastià              | Argençola | masia        |                             | 41° 36′ 00″ N, 1° 27′ 09″ E / 41.5999320054292°N,1.45256929761971°E                                         |                                            |                       | Modifica les dades a Wikidata |
|        | Can Serrats               | Argençola | masia        |                             | 41° 35′ 54″ N, 1° 27′ 38″ E / 41.598464216859°N,1.46064373798634°E                                          |                                            |                       | Modifica les dades a Wikidata |
|        | Can Torroell              | Argençola | masia        | 19th century                | 41° 36′ 19″ N, 1° 27′ 33″ E / 41.605280024517°N,1.4592092348114°E ca:Camí d'Argençola a Albarells. 609 msnm |                                            |                       | Modifica les dades a Wikidata |
|        | Hostal del Vent           | Argençola | masia        |                             | 41° 34′ 13″ N, 1° 28′ 05″ E / 41.5701923640445°N,1.46812772732364°E                                         |                                            |                       | Modifica les dades a Wikidata |
|        | Hostal del Violí          | Argençola | masia        |                             | 41° 37′ 11″ N, 1° 26′ 28″ E / 41.6197369408805°N,1.44114909897408°E ca:Antiga Nacional II. Km 536           |                                            |                       | Modifica les dades a Wikidata |
|        | Jepet del Magre           | Argençola | masia        |                             | 41° 35′ 22″ N, 1° 26′ 50″ E / 41.5895092473258°N,1.44709551956881°E                                         |                                            |                       | Modifica les dades a Wikidata |
|        | Mas Françó                | Argençola | masia        | 19th century                | 41° 36′ 00″ N, 1° 28′ 25″ E / 41.600069702711°N,1.4737323050226°E ca:Carretera Argençola a Clariana. Km 2.5 |                                            |                       | Modifica les dades a Wikidata |
|        | Mas Françó Vell           | Argençola | masia        |                             | 41° 36′ 05″ N, 1° 28′ 24″ E / 41.601342754528°N,1.47319889392334°E                                          |                                            |                       | Modifica les dades a Wikidata |
|        | Mas Perdigó               | Argençola | masia        |                             | 41° 35′ 23″ N, 1° 26′ 47″ E / 41.5896181962203°N,1.4464930373838°E ca:Argençola                             |                                            |                       | Modifica les dades a Wikidata |
|        | Mas Segura                | Argençola | masia        |                             | 41° 36′ 09″ N, 1° 25′ 28″ E / 41.6023972326232°N,1.4245269107881°E                                          |                                            |                       | Modifica les dades a Wikidata |
|        | Mas de Plana Gallina      | Argençola | masia        |                             | 41° 35′ 53″ N, 1° 28′ 04″ E / 41.598189106685°N,1.4677771737397°E                                           |                                            |                       | Modifica les dades a Wikidata |
|        | Masia de Bellestall       | Argençola | masia        |                             | 41° 34′ 54″ N, 1° 26′ 43″ E / 41.581676011595°N,1.4453756022874°E                                           |                                            |                       | Modifica les dades a Wikidata |
|        | Torre d'en Bord           | Argençola | masia        |                             | 41° 35′ 07″ N, 1° 24′ 24″ E / 41.5852163588961°N,1.40654198669018°E                                         |                                            |                       | Modifica les dades a Wikidata |
|        | el Pont                   | Argençola | masia        |                             | 41° 37′ 48″ N, 1° 28′ 17″ E / 41.6299875396129°N,1.47138258222241°E                                         |                                            |                       | Modifica les dades a Wikidata |
|        | el Talló de les Garrigues | Argençola | masia        |                             | 41° 37′ 46″ N, 1° 26′ 21″ E / 41.6293460464404°N,1.43906884633388°E                                         |                                            |                       | Modifica les dades a Wikidata |
|        | l'Alzinar                 | Argençola | masia        |                             | 41° 33′ 52″ N, 1° 27′ 15″ E / 41.5644934394523°N,1.4541828563927°E ca:La Goda                               |                                            |                       | Modifica les dades a Wikidata |
|        | la Perdiu                 | Argençola | masia        |                             | 41° 37′ 48″ N, 1° 28′ 21″ E / 41.6298677969185°N,1.47253788158349°E                                         |                                            |                       | Modifica les dades a Wikidata |

## molí d'aigua
| imatge | Nom                      | Ubicat a  | instància de | Detalls                                  | coordenades                                                                         | Protecció                                  | Commons (més fotos) | Dades a WD                    |
| ------ | ------------------------ | --------- | ------------ | ---------------------------------------- | ----------------------------------------------------------------------------------- | ------------------------------------------ | ------------------- | ----------------------------- |
|        | Molí Nou                 | Argençola | molí d'aigua | Estil: arquitectura popular 18th century | 41° 34′ 59″ N, 1° 26′ 28″ E / 41.582959°N,1.441026°E ca:Camí de Contrast a Clariana | bé integrant del patrimoni cultural català |                     | Modifica les dades a Wikidata |
|        | Molí Vell                | Argençola | molí d'aigua | Estil: arquitectura popular              | 41° 35′ 14″ N, 1° 27′ 24″ E / 41.587233°N,1.456747°E ca:Camí de Contrast a Clariana | bé integrant del patrimoni cultural català |                     | Modifica les dades a Wikidata |
|        | Molí de Baix de Clariana | Argençola | molí d'aigua | Estil: arquitectura popular              | 41° 35′ 25″ N, 1° 30′ 00″ E / 41.590228°N,1.499975°E ca:Clariana                    | bé integrant del patrimoni cultural català |                     | Modifica les dades a Wikidata |
|        | Molí de Contrast         | Argençola | molí d'aigua | 16th century                             | 41° 34′ 56″ N, 1° 26′ 16″ E / 41.5821058134778°N,1.43780808886322°E ca:Contrast     |                                            |                     | Modifica les dades a Wikidata |
|        | Molí de Dalt de Clariana | Argençola | molí d'aigua | Estil: arquitectura popular 18th century | 41° 35′ 20″ N, 1° 29′ 50″ E / 41.588895°N,1.497198°E ca:Clariana                    | bé integrant del patrimoni cultural català |                     | Modifica les dades a Wikidata |
|        | Molí de les Vinyes       | Argençola | molí d'aigua | Estil: arquitectura popular 16th century | 41° 36′ 07″ N, 1° 26′ 06″ E / 41.602°N,1.43511°E ca:Argençola                       | bé integrant del patrimoni cultural català |                     | Modifica les dades a Wikidata |
|        | Molí del Fèlix           | Argençola | molí d'aigua | Estil: arquitectura popular              |                                                                                     | bé integrant del patrimoni cultural català |                     | Modifica les dades a Wikidata |
|        | Molí del Jaume Joan      | Argençola | molí d'aigua | Estil: arquitectura popular              | 41° 37′ 38″ N, 1° 28′ 24″ E / 41.6272°N,1.47333°E ca:Porquerisses                   | bé integrant del patrimoni cultural català |                     | Modifica les dades a Wikidata |
|        | Molí del Racó            | Argençola | molí d'aigua | Estil: arquitectura popular              |                                                                                     | bé integrant del patrimoni cultural català |                     | Modifica les dades a Wikidata |

## muntanya
| imatge | Nom                 | Ubicat a                          | instància de | Detalls | coordenades                                                         | Protecció | Commons (més fotos)   | Dades a WD                    |
| ------ | ------------------- | --------------------------------- | ------------ | ------- | ------------------------------------------------------------------- | --------- | --------------------- | ----------------------------- |
|        | Cantagalls          | Argençola                         | muntanya     |         | 41° 36′ 41″ N, 1° 27′ 21″ E / 41.6115°N,1.45572°E 724 msnm          |           | Cantagalls            | Modifica les dades a Wikidata |
|        | Puig Gros           | Argençola                         | muntanya     |         | 41° 35′ 45″ N, 1° 26′ 12″ E / 41.5957°N,1.43672°E 765 msnm          |           | Puig Gros (Argençola) | Modifica les dades a Wikidata |
|        | Tossa de la Bovera  | Santa Coloma de Queralt Argençola | muntanya     |         | 41° 33′ 09″ N, 1° 25′ 56″ E / 41.55254417°N,1.43211667°E 811.3 msnm |           |                       | Modifica les dades a Wikidata |
|        | Tossal de les Arnes | Argençola                         | muntanya     |         | 41° 36′ 22″ N, 1° 25′ 52″ E / 41.6061°N,1.43115°E 726.2 msnm        |           | Tossal de les Arnes   | Modifica les dades a Wikidata |

## nucli de població
| imatge | Nom          | Ubicat a  | instància de      | Detalls | coordenades                                                   | Protecció | Commons (més fotos) | Dades a WD                    |
| ------ | ------------ | --------- | ----------------- | ------- | ------------------------------------------------------------- | --------- | ------------------- | ----------------------------- |
|        | Albarells    | Argençola | nucli de població |         | 41° 37′ 21″ N, 1° 28′ 24″ E / 41.622579674277°N,1.473201486°E |           |                     | Modifica les dades a Wikidata |
|        | Porquerisses | Argençola | nucli de població |         | 41° 37′ 30″ N, 1° 27′ 32″ E / 41.62501944°N,1.45886389°E      |           | Porquerisses        | Modifica les dades a Wikidata |

## pont
| imatge | Nom                           | Ubicat a  | instància de | Detalls                                                   | coordenades | Protecció                                  | Commons (més fotos) | Dades a WD                    |
| ------ | ----------------------------- | --------- | ------------ | --------------------------------------------------------- | --- | ------------------------------------------ | ------------------- | ----------------------------- |
|        | Pont d'Argençola              | Argençola | pont         | 20th century Estat: bon estat                             | 41° 37′ 03″ N, 1° 26′ 51″ E / 41.6176244347107°N,1.44744133591657°E ca:Inici de la BV-2231 555 msnm                      |                                            |                     | Modifica les dades a Wikidata |
|        | Pont de Cal Porcater          | Argençola | pont         | Estil: arquitectura popular 19th century Estat: bon estat | 41° 35′ 14″ N, 1° 29′ 29″ E / 41.58729°N,1.49147°E ca:Clariana 466 msnm                                                  | bé integrant del patrimoni cultural català |                     | Modifica les dades a Wikidata |
|        | Pont de Contrast              | Argençola | pont         | 20th century Estat: bon estat                             | 41° 34′ 44″ N, 1° 26′ 02″ E / 41.5790164868589°N,1.43384009435152°E ca:Camí de Contrast a la Pobla de Carivenys 610 msnm |                                            |                     | Modifica les dades a Wikidata |
|        | Pont de la Rasa de Coma-Sarda | Argençola | pont         | 19th century Estat: bon estat                             | 41° 35′ 23″ N, 1° 29′ 45″ E / 41.58978°N,1.49571°E ca:Clariana 454 msnm                                                  |                                            |                     | Modifica les dades a Wikidata |
|        | Pont de la riera de Clariana  | Argençola | pont         | Estil: arquitectura popular 19th century                  | 41° 35′ 23″ N, 1° 29′ 45″ E / 41.58978°N,1.49571°E ca:Clariana                                                           | bé integrant del patrimoni cultural català |                     | Modifica les dades a Wikidata |

## serra
| imatge | Nom                  | Ubicat a                          | instància de | Detalls | coordenades                                                   | Protecció | Commons (més fotos) | Dades a WD                    |
| ------ | -------------------- | --------------------------------- | ------------ | ------- | ------------------------------------------------------------- | --------- | ------------------- | ----------------------------- |
|        | serra d'Albarells    | Argençola Jorba                   | serra        |         | 41° 37′ 15″ N, 1° 29′ 19″ E / 41.62081389°N,1.4885°E 606 msnm |           | Serra d'Albarells   | Modifica les dades a Wikidata |
|        | serra de la Portella | Argençola Santa Coloma de Queralt | serra        |         | 41° 34′ 30″ N, 1° 24′ 34″ E / 41.5751°N,1.4094°E 811.1 msnm   |           |                     | Modifica les dades a Wikidata |
|        | serrat de Gardell    | Argençola Jorba                   | serra        |         | 41° 36′ 35″ N, 1° 28′ 11″ E / 41.6098°N,1.46982°E 686.5 msnm  |           |                     | Modifica les dades a Wikidata |

## Misc
| imatge | Nom                           | Ubicat a     | instància de               | Detalls                     | coordenades                                                         | Protecció                                            | Commons (més fotos)        | Dades a WD                    |
| ------ | ----------------------------- | ------------ | -------------------------- | --------------------------- | ------------------------------------------------------------------- | ---------------------------------------------------- | -------------------------- | ----------------------------- |
|        | Can Queralt                   | Porquerisses | casa                       |                             | 41° 37′ 29″ N, 1° 27′ 32″ E / 41.62484°N,1.458873°E 536 msnm        |                                                      | Can Queralt (Porquerisses) | Modifica les dades a Wikidata |
|        | Clariana                      | Argençola    | vèrtex geodèsic            | Alt: 1.2m                   | 41° 34′ 54″ N, 1° 29′ 46″ E / 41.581597°N,1.496184°E 673.439 msnm   |                                                      |                            | Modifica les dades a Wikidata |
|        | arcs gòtics de Cal Morera     | Argençola    | element arquitectònic casa | Estil: arquitectura gòtica  | 41° 37′ 20″ N, 1° 28′ 35″ E / 41.62217°N,1.4764°E ca:Albarells      | bé integrant del patrimoni cultural català           |                            | Modifica les dades a Wikidata |
|        | casa consistorial d'Argençola | Argençola    | casa consistorial          |                             | 41° 35′ 54″ N, 1° 26′ 36″ E / 41.598199°N,1.4432258°E               |                                                      |                            | Modifica les dades a Wikidata |
|        | dolmen dels Plans de Ferran   | Argençola    | dolmen                     |                             | 41° 34′ 10″ N, 1° 27′ 09″ E / 41.5693256582522°N,1.45250846826451°E | bé integrant del patrimoni cultural català           | Dolmen de Plans de Ferran  | Modifica les dades a Wikidata |
|        | el Molinot                    | Argençola    | edifici                    | Estil: arquitectura popular | 41° 37′ 35″ N, 1° 27′ 49″ E / 41.62651°N,1.46359°E                  | bé integrant del patrimoni cultural català           |                            | Modifica les dades a Wikidata |
|        | la Goda                       | Argençola    | antic assentament          |                             | 41° 33′ 45″ N, 1° 27′ 02″ E / 41.562389°N,1.450611°E                |                                                      |                            | Modifica les dades a Wikidata |
|        | torre de Contrast             | Argençola    | torre de defensa           |                             | 41° 34′ 52″ N, 1° 26′ 01″ E / 41.581108°N,1.433557°E ca:Contrast    | bé d'interès cultural bé cultural d'interès nacional | Torre Rodona (Contrast)    | Modifica les dades a Wikidata |